# بنیاد پژمان
بنیاد پژمان یک نهاد غیرانتفاعی هنری است که در سال ۱۳۹۳ توسط حمیدرضا پژمان تأسیس شد و در جهت تمرکز بر آثار هنرمندان ایران و جهان شروع به کار کرد.

## رویکرد
بنیاد پژمان فعالیت خود را با هدف تمرکز بر آثار هنرمندان معاصر ایران و جهان در چهارچوب مانیفستی مشخص آغاز کرد و با گذشت زمان، وظیفهٔ خود را در راستای تعهد به فضای فرهنگی و هنری ایران، بیش از گردآوری مجموعه آثار هنری و پشتیبانی اقتصادی از گالری‌ها و هنرمندان یافت. ایجاد سکویی ارتباطی بین هنرمندان، برگزاری کارگاه‌ها، برگزاری نمایشگاه و پشتیبانی از مطالعات فرهنگی و نشر در راس اهداف اصلی بنیاد قرار گرفت. این نهاد سعی دارد دوشادوش محیط‌های آکادمیک و فرهنگی، بستری هرچه بارورتر و خلاق‌تر برای اعتلای وضعیت فرهنگ و هنر معاصر را سبب شود و در این راستا خود را تاکنون با فضای نمایشگاهی کارخانه آرگو، کندوان و پروژه کافه موزه مجهز ساخته‌است.

## فضاها

### کارخانه آرگو
کارخانه آرگو که در دهه‌های ۱۳۴۰ و ۱۳۵۰ از کارخانه‌های فعال تولید نوشیدنی در ایران بود و از اولین کارخانه‌های صنعتی در ایران است. کارخانه با معماری ویژه‌اش در مرکز شهر، تقریباً ساختمانی مخروبه به حساب می‌آمد و به مدت چهل سال متروکه مانده بود. بعد از اجرای سه نمایشگاه، نوسازی بنا زیر نظر معمار احمدرضا شریکر (ASA North) در سال ۱۳۹۹ به پایان رسید.
کارخانه آرگو به دلیل طراحی خاص، مورد توجه بسیاری قرار گرفت و موفق به دریافت جوایز بزرگ معماری در سطح جهانی شود. این بنا، در سال 2022، به همراه دو پروژه‌ی ایرانی دیگر از میان ۴۶۳ اثر ارسالی از ۱۶ کشور در فهرست نامزدهای نهایی جایزه معماری آقاخان قرار گرفت و از این فهرست شش پروژه به عنوان برندگان نهایی انتخاب شدند که کارخانه آرگو در میان این برندگان قرار داشت.
کارخانه آرگو همچنین موفق به دریافت جایزه‌ی معماری دزین در سال 2022 شد که توسط وبسایت دزین، یکی از تأثیرگذارترین وبسایت‌های معماری و طراحی جهان سازماندهی شده است. این جوایز شامل سه بخش معماری، فضای داخلی و طراحی می‌شوند که در هر کدام از بخش‌ها 14 دسته وجود دارد. در نهایت از هر بخش برنده‌ی نهایی انتخاب می‌شود و از سه اثر ویژه‌ی جایزه‌ی معماری دزین تجلیل خواهد شد.
در پنجمین دوره از این جوایز، کارخانه آرگو، در بخش بناهای فرهنگی در میان اسامی پروژه‌های انتخابی در مرحله‌ی نهایی یا لیست کوتاه این رقابت بین‌المللی حضور داشت که توانست برنده‌ی نهایی این بخش و همچنین پروژه‌ی معماری منتخب سال شود.

### ساختمان کندوان
ساختمان کندوان به فاصله مسافتی بسیار کوتاه از فضای نمایشگاهی کارخانه آرگو قرار دارد. این ساختمان که در سال ۱۳۲۱ ساخته شده نیز زیر نظر معمار علی شاکری در مدت سه ماه بازسازی شد و به نقشه شهر بازگشت و از تابستان ۱۳۹۵ در سه طبقه با رویکردی تجربی به بهره‌وری رسید.

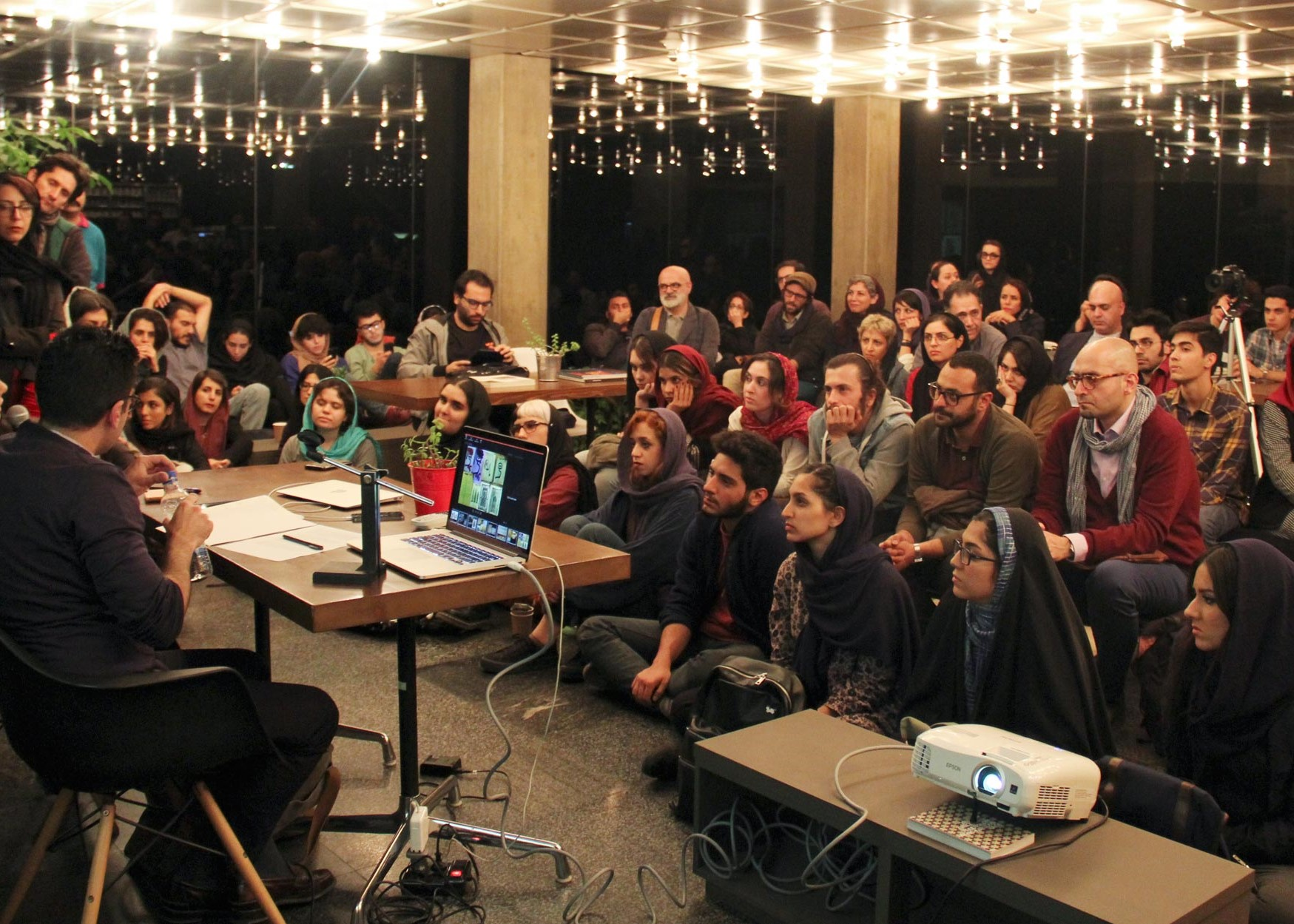
گفتگوی مراد منتظمی در پروژه کافه موزه

### پروژه کافه موزه
پروژه کافه موزه داخل یکی از مهم‌ترین و بزرگ‌ترین موزه‌های هنر ایران، موزه هنرهای معاصر تهران است که میزبان رویدادهای متناسب با هنر و موزه از جمله جشن رونمایی از کتاب‌های مرتبط و گپ‌وگفتگو با هنرمندان است.

## نمایشگاه‌ها
- نیل بلوفا / ۱۳۹۵[۱۲]
- دماغ به دماغ / اسلاوها و تاتارها / ۱۳۹۶[۱۳]
- جایی دیگر / هایون کوآن، بالتازار اوکسیِتخ /۱۳۹۶[۱۴]
- اتاقی شهر می‌شود منتخبی از آثار نازگل انصاری‌نیا / ۱۳۹۸[۱۵]
- «جهت حفظ آرامش» کاری از نیوشا توکلیان / ۱۳۹۹[۱۶]
- «در بین» شماره ۱ / ندا سعیدی، علی میرعظیمی و محمد حسن‌زاده / ۱۳۹۹[۱۷]
- ویدیو به تفصیل / منتخب ویدیوهای مجموعهٔ موزه هنر مدرن پاریس / ۱۴۰۰[۱۸]
- محسن وزیری‌مقدم: پروژه‌های تحقق‌نیافته / ۱۴۰۰[۱۹]
- نقطهٔ گریز، منتخبی از مجموعهٔ پژمان[۲۰]
- «حقیقت نه یک رؤیا، که رویاهاست» هزار و یک شب پازولینی به روایت عکس‌های روبرتو ویلا / ۱۴۰۱[۲۱]
- «یادآوری چیزهای حال»؛ نمایشگاهی توسط دفتر معماری اِی‌اِس‌اِی